# Demokratická a sociální konvence
Demokratická a sociální konvence (francouzsky Convention démocratique et sociale) je politická strana v Nigeru založená roku 1991.

## Historie
Politická strana byla založena v lednu 1991. V únoru 1993 během parlamentních voleb získala 22 z 83 křesel v Národním shromáždění. Ve volbách obsadila druhé místo za vítězným Národním hnutím pro rozvoj společnosti (MNSD). V prezidentských volbách ve stejném roce zvítězil kandidát této strany, Mahamane Ousmane, který ve druhém kole porazil kandidáta vládnoucí strany, Mamadoua Tandju. V roce 1995 vyhlásil prezident předčasné parlamentní volby, v nichž strana opět skončila na druhém místě a získala 24 mandátů. Dne 27. ledna 1996 se vojenským pučem moci chopil Ibrahim Baré Maïnassara. V prezidentských volbách konaných v červenci 1996 Ousmane opět kandidoval za Demokratickou a sociální konvenci, ale ve volbách skončil na druhém místě. Ibrahim Baré Maïnassara se stal prezidentem již po prvním kole voleb, kdy získal více než padesát procent hlasů. Později v témže roce tato strana bojkotovala parlamentní volby.
Od roku 1999 byla CDS spojencem Národního hnutí pro rozvoj společnosti, podílela se tak na parlamentní většině a byla součástí vlády. Ve všeobecných volbách konaných v roce 1999 kandidoval Ousmane opět na funkci prezidenta. Ve stejných volbách strana obsadila 17 křesel v Národním shromáždění. Předsedou parlamentu byl následně zvolen Ousmane. Ve všeobecných volbách v roce 2004 kandidoval Ousmane již počtvrté do prezidentského úřadu. V těchto volbách získal 17,4 % hlasů. Obsadil tak třetí místo a do druhého kola voleb nepostoupil. Ve stejných volbách získala strana 17,38 % hlasů, které jí zajistily v parlamentu 22 ze 113 křesel. Po volbách obnovila MNSD a CDS koaliční vládu, která měla v Národním shromáždění většinu. Ousmane se opět stal předsedou Národního shromáždění. Dne 1. září 2007 se konal šestý stranický sjezd CDS.
Dne 25. června 2009 poté, co prezident Mamadou Tandja rozpustil Národní shromáždění, které nesouhlasilo s vyhlášením ústavního referenda, vystoupila CDS z vládní koalice. Ve svém prohlášení CDS požadovala, aby se prezident s konečnou platností podrobil rozhodnutí soudu, který konání referenda zamítl. Strana také oznámila vytvoření vlastní opoziční koalice s přibližně pěti menšími stranami. Koalice vystupovala pod názvem Hnutí za obranu demokracie (MDD). Skupina byla přímou konkurencí větší koalici Frontě pro obranu a demokracii (FDD). Hnutí za obranu demokracie uspořádalo proti plánovanému referendu dva protestní pochody v Niamey.
V říjnu 2009 proběhly v Nigeru parlamentní volby, které CDS bojkotovala. Tadja byl sesazen vojenským pučem dne 18. února 2010. V roce 2011 se konaly všeobecné volby. V těchto volbách byl prezidentským kandidátem CDS opět Ousmane. Získal 8 % hlasů a jeho strana získala pouze 3 křesla v Národním shromáždění. Ve všeobecných volbách v roce 2016 byl kandidátem této strany na prezidenta Abdou Labo, který získal pouze 2 % hlasů. V Národním shromáždění strana obhájila tři mandáty.
Ve volbách konaných v roce 2020 strana získala 1,08 % hlasů a nezískala žádné křeslo v Národním shromáždění.

## Výsledky

### Prezidentské volby
| Rok voleb | Stranický kandidát | První kolo | První kolo | Druhé kolo | Druhé kolo | Výsledek |
| Rok voleb | Stranický kandidát | Hlasy      | %          | Hlasy      | %          | Výsledek |
| --------- | ------------------ | ---------- | ---------- | ---------- | ---------- | -------- |
| 1993      | Mahamane Ousmane   | 343 261    | 26,55 %    | 763 476    | 54,42 %    | zvolen   |
| 1996      | Mahamane Ousmane   | 477 431    | 19,75 %    | -          | -          | nezvolen |
| 1999      | Mahamane Ousmane   | 429 827    | 22,51 %    | -          | -          | nezvolen |
| 2004      | Mahamane Ousmane   | 425 052    | 17,43 %    | -          | -          | nezvolen |
| 2011      | Mahamane Ousmane   | 274 676    | 8,33 %     | -          | -          | nezvolen |
| 2016      | Abdou Labo         | 97 382     | 2,09 %     | -          | -          | nezvolen |

### Parlamentní volby
| Rok voleb | Hlasy   | %       | Získaná křesla | +/- |
| --------- | ------- | ------- | -------------- | --- |
| 1993      | 341 849 | 27,29 % | 22/83          | ▲22 |
| 1995      | 428 760 | 29,65 % | 24/83          | ▲2  |
| 1996      | bojkot  | bojkot  | 0/83           | ▼24 |
| 1999      | 303 790 | 17,23 % | 17/83          | ▲17 |
| 2004      | 397 628 | 17,38 % | 22/113         | ▲5  |
| 2011      | 105 828 | 3,28 %  | 3/113          | ▼17 |
| 2016      | 114 403 | 2,40 %  | 3/171          | -   |
| 2020–21   | 50 892  | 1,08 %  | 0/171          | ▼3  |